# GNU bison
GNU bison er et computerprogram, en parsergenerator for C, C++ og Java. GNU bison er lavet af GNU projektet som en fri udgave af yacc. 
GNU bison er stort set kompatibel med yacc, men indeholder en række forbedringer. Den væsentligste af disse er mulighed for at erklære venstreassociative tokens i sin grammatik.